# Ağstafa
Aghstafa (en azéri Ağstafa), également Agstafa, Akstafa et Akstafal, est une ville d'Azerbaïdjan et la capitale du raion du même nom.

## Sources
- (en) GEOnet Names Server
- (en) World Gazetteer: Azerbaijan